# Aleurotrachelus globulariae
Aleurotrachelus globulariae es una especie de insecto hemíptero de la familia Aleyrodidae y la subfamilia Aleyrodinae. Se distribuyen por el Paleártico: sur de Europa, el Magreb y Oriente Próximo.
Fue descrita científicamente por primera vez por Goux en 1942.